# دون درم
دون درم (بالإنجليزية: Don Drumm)‏ هو نحات أمريكي، ولد في 11 أبريل 1935.